# Le Coudray-Montceaux
Le Coudray-Montceaux [lə kudʁɛ mɔ̃so] ist eine Stadt und Gemeinde mit 4738 Einwohnern (Stand: 1. Januar 2022) im französischen Département Essonne in der Region Île-de-France. Sie gehört zum Arrondissement Evry und ist Teil des Kantons Mennecy. Die Einwohner werden Coudraysiens genannt.

## Geographie
Le Coudray-Montceaux liegt etwa 35 Kilometer südöstlich von Paris an der Seine. Im Norden wird die Gemeinde durch Corbeil-Essonnes und Morsang-sur-Seine begrenzt, im Nordosten durch Nandy, im Osten und Südosten durch Saint-Fargeau-Ponthierry, im Süden durch Auvernaux, im Südwesten durch Chevannes, im Westen durch Mennecy sowie im Nordwesten durch Ormoy.

## Bevölkerungsentwicklung
| Jahr                      | 1962 | 1968 | 1975 | 1982 | 1990 | 1999 | 2006 | 2011 |
| Einwohner                 | 1077 | 998  | 969  | 2248 | 2494 | 2800 | 4070 | 4725 |
| Quelle: Cassini und INSEE |      |      |      |      |      |      |      |      |

## Sehenswürdigkeiten
- Kirche Notre-Dame-de-l’Assomption-de-la-Très-Sainte-Vierge, seit 1950 Monument historique
- Kirche Saint-Étienne
- Freitreppe La belle Gabrielle (nach Heinrichs IV. Mätresse Gabrielle d’Estrées) aus dem 16. Jahrhundert, seit 1945 Monument historique

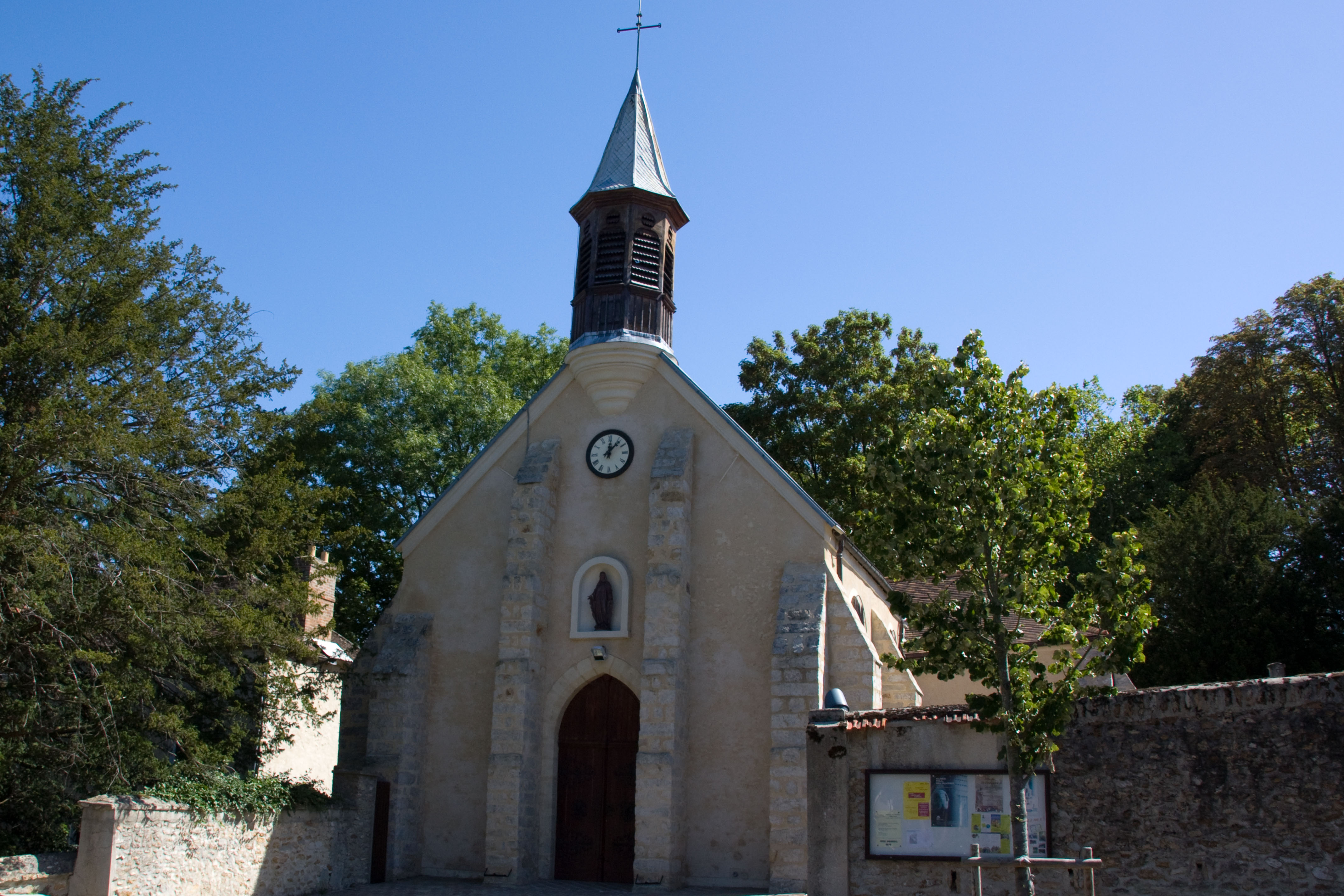
Kirche Notre-Dame-de-l’Assomption-de-la-Très-Sainte-Vierge

- Alte Post

## Verkehr

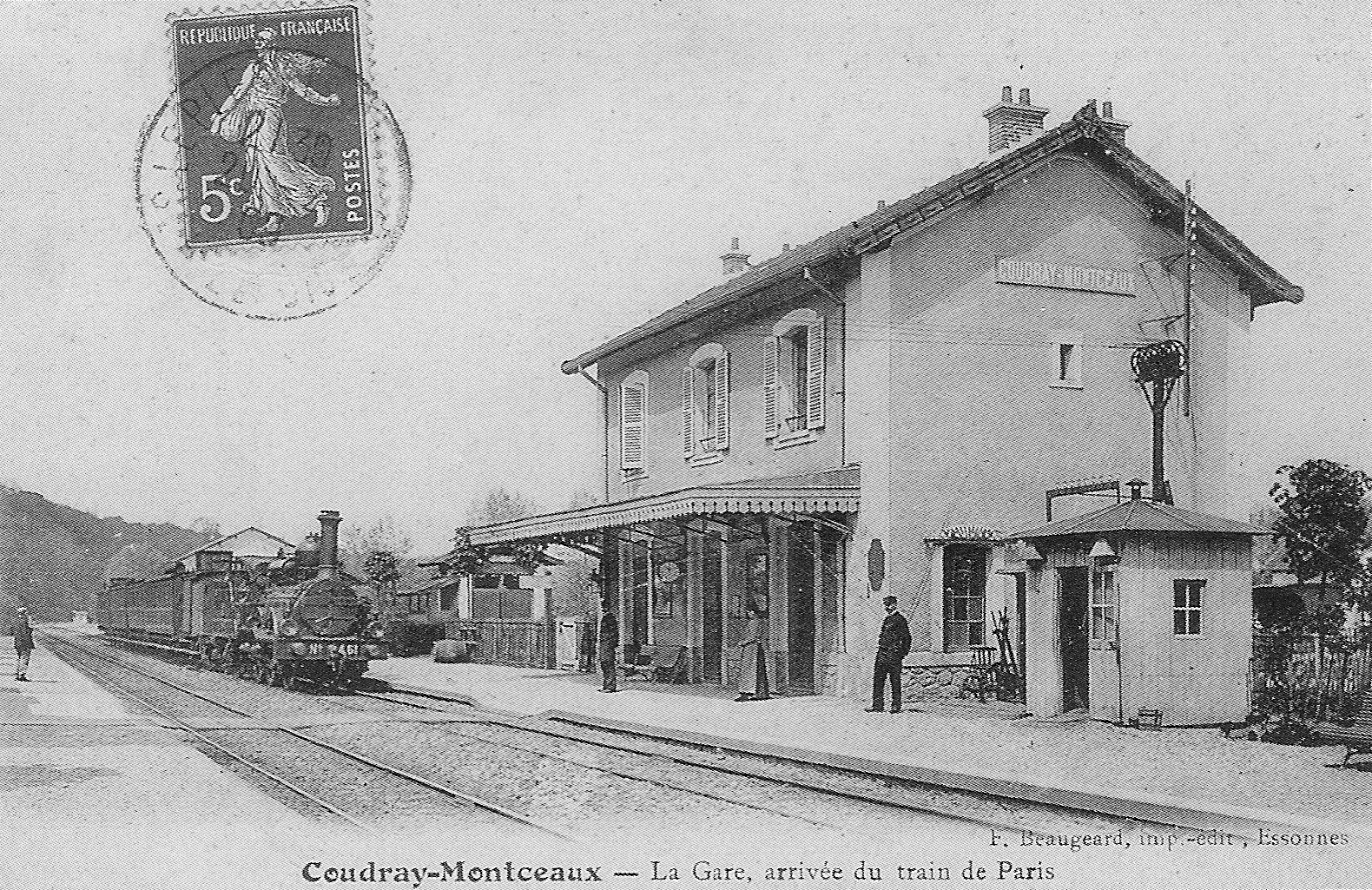
Bahnhof in einer alten Ansicht

Durch die Gemeinde führen die Autobahn A 6 und die Nationalstraße N 7. 
Le Coudray-Montceaux hat einen Bahnhof an der Bahnstrecke Corbeil-Essonnes–Montereau, der 1987 von der Compagnie des chemins de fer de Paris à Lyon et à la Méditerranée (PO) eröffnet wurde. Aktuell wird er von Zügen der Linie RER D des Großraums Paris bedient.

## Persönlichkeiten
- Jean-Baptiste Jourdan (1762–1833), Marschall, hatte einen Wohnsitz in Le Coudray-Montceaux
- Firmin (1784–1859), Schauspieler, hatte hier ein Anwesen und starb hier
- Estelle Denis (* 1976), Journalistin